# Zungenmuskulatur
Die Zungenmuskeln dienen der Beweglichkeit (Zungenmotilität) bzw. Verformung der Zunge. Ihre ungestörte Funktion ist eine Grundvoraussetzung für den unbeeinträchtigten Sprech-, Kau- und Schluckakt.

## Innere Zungenmuskeln
Die inneren Zungenmuskeln – auch als Binnenmuskulatur oder intrinsische Zungenmuskulatur bezeichnet – bilden ein Geflecht an Muskelbündeln bzw. -fasern, das in den drei Raumrichtungen angeordnet ist. Alle inneren Zungenmuskeln führen zu einer Formveränderung der Zunge. Es sind dies:
- Der Musculus longitudinalis superior linguae (oberer Längsmuskel der Zunge), in der Tieranatomie auch als Fibrae longitudinales superficiales bezeichnet, verläuft in der oberen Zungenpartie von hinten zur Zungenspitze und rollt diese auf.
- Der Musculus longitudinalis inferior linguae  (unterer Längsmuskel der Zunge), in der Tieranatomie als Fibrae longitudinales profundae bezeichnet, verläuft in der unteren Zungenetage von hinten zur Zungenspitze und biegt diese nach unten.
- Der Musculus transversus linguae (Quermuskel der Zunge), in der Tieranatomie als Fibrae transversae bezeichnet, verläuft von der Zungenscheidewand zur Außenkante und macht die Zunge schmaler.
- Musculus verticalis linguae (vertikaler Muskel der Zunge), in der Tieranatomie als Fibrae perpendiculares bezeichnet, verläuft von der Aponeurosis linguae am Zungenrücken zur Zungenunterseite und flacht die Zunge ab.

Innerviert werden die inneren Zungenmuskeln vom 12. Hirnnerven, dem Nervus hypoglossus. Bei Schädigungen des Gehirns, etwa durch Bulbärparalyse oder Pseudobulbärparalyse, kann es somit auch zu einer Beeinträchtigung der Zungenbeweglichkeit kommen.

## Äußere Zungenmuskeln
Von außen ziehen vier bzw. fünf Muskeln in die Binnenmuskulatur und können damit Lageveränderungen, also Bewegungen der Zunge insgesamt auslösen. Es sind:
- Musculus genioglossus
- Musculus hyoglossus
- Musculus styloglossus
- Musculus chondroglossus (wird nicht von allen Autoren als eigenständiger Muskel angesehen[4])
- Musculus palatoglossus

Bis auf den Musculus palatoglossus werden auch die äußeren Muskeln vom Nervus hypoglossus innerviert. Der Musculus palatoglossus erhält seine Innervation vom neunten Hirnnerv, dem Nervus glossopharyngeus. Dadurch bleibt selbst bei vollständiger Lähmung des Nervus hypoglossus eine Restbeweglichkeit und damit die Möglichkeit des Abschluckens der Nahrung  erhalten.